# Julija Kanakina
Julija Artëmovna Kanakina (in russo Юлия Артёмовна Канакина?, traslitterazione anglosassone approssimata Yuliya Artyomovna Kanakina; Krasnojarsk, 11 dicembre 1995) è una skeletonista russa.

## Biografia
Ex ballerina, Julija Kanakina iniziò a gareggiare nel 2011 per la squadra russa di skeleton. Debuttò in Coppa Europa a novembre 2012 e in Coppa Intercontinentale a gennaio 2014, ottenendo come miglior risultato in classifica generale l'ottavo posto in entrambi i circuiti, raggiunto rispettivamente nel 2012/13 e nel 2014/2015. Si distinse nelle categorie giovanili vincendo due medaglie nel singolo ai mondiali juniores, una d'oro conquistata a Sigulda 2015 e una d'argento ottenuta a Sankt Moritz 2018. Vinse inoltre l'oro agli europei juniores di Sigulda 2019.

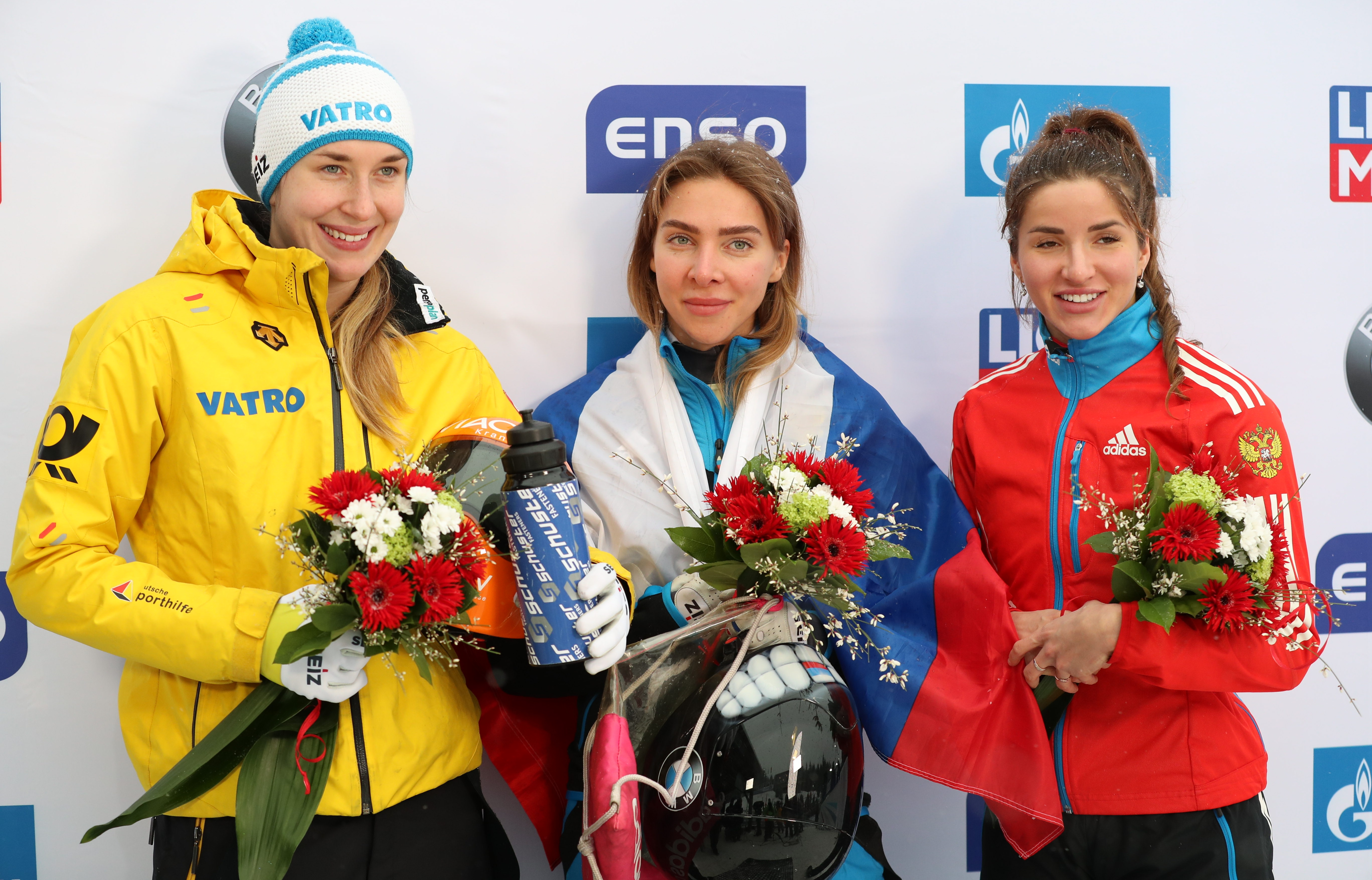
Julija Kanakina (a destra) ad Altenberg nel 2019 nel giorno del suo primo podio in Coppa del Mondo, con Jacqueline Lölling (a sinistra) ed Elena Nikitina

Esordì in Coppa del Mondo nella stagione 2014/15, il 12 dicembre 2014 ad Lake Placid dove si piazzò al diciottesimo posto e ottenne il suo primo podio il 4 gennaio 2019 ad Altenberg, dove fu terza. In classifica generale detiene quale miglior piazzamento il quinto posto ottenuto nel 2021/22.

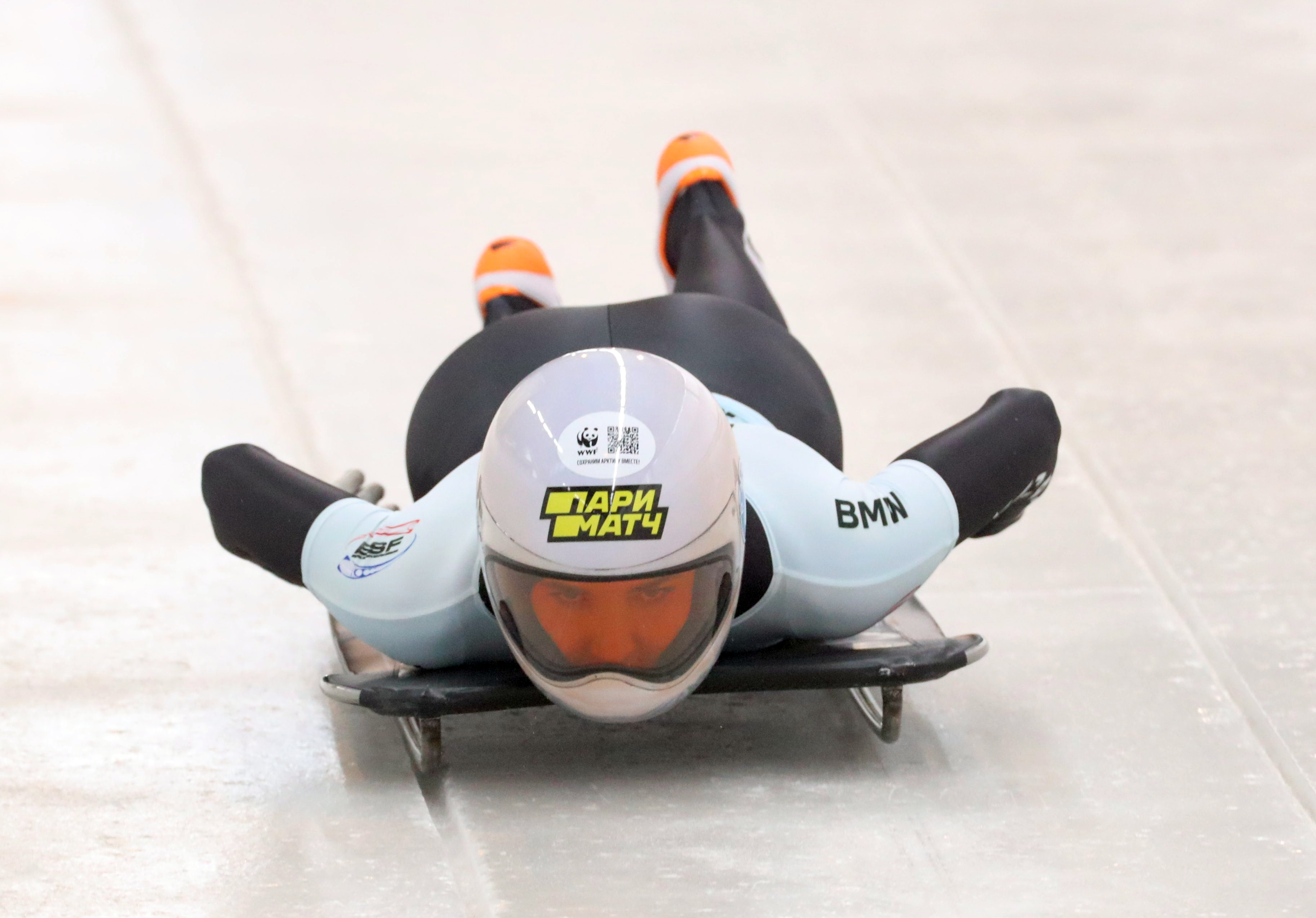
Julija Kanakina in gara ai campionati mondiali di Altenberg 2021

Ha preso parte a sei edizioni dei campionati mondiali. Nel dettaglio i suoi risultati nelle prove iridate sono stati, nel singolo: ventiduesima a Winterberg 2015, ventesima a Igls 2016, ventiseiesima a Schönau am Königssee 2017, settima a Whistler 2019, undicesima ad Altenberg 2020 e tredicesima ad Altenberg 2021; nella gara a squadre: decima a Winterberg 2015, quattordicesima a Igls 2016 e nona ad Altenberg 2020.
Agli europei ha invece raggiunto la quarta piazza a Sigulda 2020.

## Palmarès

### Mondiali juniores
- 1 medaglie:
  - 1 oro (singolo a Sigulda 2017);
  - 1 argento (singolo a Sankt Moritz 2018).

### Europei juniores
- 1 medaglie:
  - 1 oro (singolo a Sigulda 2019).

### Coppa del Mondo
- Miglior piazzamento in classifica generale: 5ª nel 2021/22.
- 3 podi (tutti nel singolo):
  - 1 secondo posto;
  - 2 terzi posti.

### Circuiti minori

#### Coppa Intercontinentale
- Miglior piazzamento in classifica generale: 8ª nel 2014/2015;
- 2 podi (nel singolo):
  - 2 terzi posti.

#### Coppa Europa
- Miglior piazzamento in classifica generale: 8ª nel 2012/13.

#### Coppa Nordamericana
- Miglior piazzamento in classifica generale: 18ª nel 2016/17;
- 2 podi (nel singolo):
  - 1 vittoria;
  - 1 terzo posto.